# Damian Penaud
Damian Penaud (* 25. September 1996 in Brive-la-Gaillarde, Département Corrèze) ist ein französischer Rugby-Union-Spieler. Er spielt auf den Positionen des Außendreiviertels und des Innendreiviertels für den Verein Union Bordeaux Bègles und die französische Nationalmannschaft. Zu seinen Erfolgen gehören ein Meistertitel mit der ASM Clermont Auvergne sowie ein Turniersieg mit Frankreich bei den Six Nations (mit einem Grand Slam).

## Biografie

### Vereinskarriere
Er ist der Sohn des Rugbyspielers Alain Penaud, der in den 1990er Jahren für die Nationalmannschaft und unter anderem für den CA Brive spielte. Damian Penaud begann als 10-Jähriger bei den Junioren von Lyon Olympique Universitaire, als sein Vater dort noch Spielertrainer der ersten Mannschaft war. 2007 zog die Familie nach Brive-la-Gaillarde, doch Penaud verlor eine Zeitlang das Interesse an Rugby und wandte sich vorübergehend dem Fußball zu. Nach einer Zwischenstation beim lokalen Verein EV Malemort Brive Olympique trat er mit 15 Jahren dem CA Brive bei. Da der Verein nach einiger Zeit kein Interesse mehr an ihm zu zeigen schien und andere Spieler bevorzugte, nutzte sein Vater seine Kontakte und vermittelte den Sohn an die ASM Clermont Auvergne, die ihn 2015 aufnahm und rasch ins Nachwuchsteam integrierte.
Penaud gab sein Profidebüt in der Top 14 am 16. April 2016 gegen die SU Agen. Während es in der Saison 2016/17 bei einem einzigen Einsatz blieb, setzte Trainer Franck Azéma in der Saison 2017/18 mehr und mehr auf ihn. Penaud erhielt viel Spielzeit und konnte sich kontinuierlich weiterentwickeln. Im Finale des European Rugby Champions Cup 2016/17 wurde er in der zweiten Hälfte für Aurélien Rougerie eingewechselt, konnte aber die 17:28-Niederlage gegen die Saracens ebenfalls nicht abwenden. Drei Wochen später gehörte er bereits der Stammformation an und trug wesentlich dazu bei, dass die ASM das Meisterschaftsfinale gegen den RC Toulon mit 22:16 gewann. Am Jahresende war er bei den World Rugby Awards einer von drei Nominierten in der Kategorie „Entdeckung des Jahres“; die Auszeichnung ging letztlich an den Neuseeländer Rieko Ioane.
Bei einem Champions-Cup-Spiel Mitte Dezember 2017 gegen die Saracens erlitt Penaud einen Kahnbeinbruch, worauf er über vier Monate lang ausfiel. Bisher hatte er weitestgehend als Innendreiviertel gespielt, wurde aber während der Saison 2018/19 zunehmend als Außendreiviertel eingesetzt. Diese Neupositionierung zahlte sich aus, denn die ASM erreichte das Finale des European Rugby Challenge Cup 2018/19, bei dem Penaud einen Versuch zum 36:16-Sieg über Stade Rochelais beisteuerte. Vier Wochen nach diesem Erfolg stand er im Meisterschaftsfinale gegen Stade Toulousain erneut in der Startformation, doch die ASM verlor das Spiel mit 18:24. Die Saison 2019/20 musste aufgrund der COVID-19-Pandemie stark verkürzt werden, weshalb Penaud vergleichsweise wenige Einsätze hatte. Zu Beginn der Saison 2020/21 zog er sich eine schwere Verstauchung des linken Knöchels zu, die ihn zwei Monate lang außer Gefecht setzte.
Nach drei eher mäßig verlaufenen Spielzeiten beschloss Penaud, seinen auslaufenden Vertrag bei der ASM Clermont Auvergne nicht mehr zu verlängern. Er wurde von zahlreichen Vereinen umworben und entschied sich schließlich Ende Dezember 2022 dazu, auf die Saison 2023/24 hin zur Union Bordeaux Bègles zu wechseln.

### Nationalmannschaft
Die Fédération française de rugby setzte Penaud im Juli 2016 auf eine Liste mit 30 Spielern unter 23 Jahren, denen er großes Potenzial zutraute und deshalb während der Saison 2016/17 unter verstärkter Beobachtung standen. Mit der U20-Nationalmannschaft nahm er an der Juniorenweltmeisterschaft 2016 teil. Zu überzeugen vermochte er aber insbesondere bei den U20-Six-Nations, als er gegen die englischen Junioren einen Hattrick erzielte. Das erste Test Match für die französische Nationalmannschaft bestritt er am 17. Juni 2017 auswärts gegen Südafrika. Dabei erzielte er sogleich seinen ersten Versuch auf internationaler Ebene, der aber die 15:37-Niederlage nicht abwenden konnte. Verletzungsbedingt verpasste er die gesamten Six Nations 2018. Hingegen wurde er im Juni 2018 in die Auswahl der Barbarians français eingeladen, die in Neuseeland mehrere Spiele gegen Super-Rugby-Teams bestritt. Nationaltrainer Jacques Brunel berief ihn 2019 erstmals in den Six-Nations-Kader. Penaud gehörte in allen fünf Spielen der Startformation an und erzielte je einen Versuch gegen England und Italien. Die Ligue nationale de rugby zeichnete ihn anlässlich der „Nuit du rugby“ als besten Nationalspieler der Saison aus.
Bei der Weltmeisterschaft 2019 kam Penaud in der Gruppenphase gegen Argentinien und Tonga sowie im Viertelfinale gegen Wales zum Einsatz. Beim Six Nations 2020 spielte er nur gegen Schottland und erzielte dabei einen Versuch. Hingegen bestritt er beim Six Nations 2021 alle fünf Spiele, davon vier von Anfang an, wobei ihm je ein Versuch gegen Irland, England und Schottland gelang. Am 20. November 2021 trug Penaud mit einem Versuch mitentscheidend zum historischen 40:25-Sieg über Neuseeland bei; gegen die All Blacks war dies der erste Sieg der Franzosen seit 2009 und zugleich jener mit der größten Punktedifferenz überhaupt. Nach zwei zweiten Plätzen schafften die Franzosen beim Six Nations 2022 den angestrebten Turniersieg mit einem Grand Slam. Gegen Italien erzielte Penaud einen Versuch, gegen Schottland ließ er zwei weitere folgen. Das Spiel gegen Wales verpasste er aufgrund eines positiven COVID-19-Tests. Trotz dieser Absenz war er gemeinsam mit Gabin Villière und James Lowe der Topskorer des Turniers. Im Juni 2022 erhielt er die Ehre, mit den Barbarians gegen England zu spielen; dabei steuerte er zwei Versuche zum 52:21-Sieg bei. Zwar verpassten die Franzosen beim Six Nations 2023 knapp die Titelverteidigung, doch Penaud wusste in seinen fünf Einsätzen individuell zu überzeugen und erwies sich mit insgesamt fünf Versuchen als alleiniger Topskorer des Turniers.

## Erfolge
ASM Clermont Auvergne:
- Französischer Meister: 2017
- Meisterschaftsfinalist: 2019
- Finalist European Rugby Champions Cup: 2017
- Sieger European Rugby Challenge Cup: 2019
- Finalist der Juniorenmeisterschaft: 2016

Frankreich:
- Sieger Six Nations 2022
- Grand Slam: 2022